# D.I.C. (warenhuis)
De D.I.C. (oorspronkelijk de Drapery and General Importing Company of New Zealand Ltd ) was een warenhuisketen in Nieuw-Zeeland. De keten werd in 1884 opgericht in Dunedin door Bendix Hallenstein.
Het werd in 1987 opgekocht door een van zijn belangrijkste rivalen, Arthur Barnett. De locatie van het voormalige hoofdkantoor en de vlaggenschipwinkel van het bedrijf wordt nu ingenomen door de Dunedin Public Art Gallery. De façade van de ingang aan Princes Street nog steeds grotendeels in originele staat is.
Voorafgaand aan de overname door Arthur Barnett had D.I.C. winkels op de volgende locaties:
- Dunedin;
- Invercargill;
- Christchurch;
- Wellington;
- Palmerston North;
- Waganui;
- Hamilton[4];
- Napier;
- Hastings (onder de naam D.I.C. Westermans);
- Lower Hutt;
- Rotorua;
- Pakuranga;
- Takapuna;
- Central Auckland (voorheen George Court & Sons).

Deze winkels werden omgedoopt tot Arthur Barnett/D.I.C. Het merendeel werd in 1991 gesloten.